# Calmeilles
Calmeilles (em catalão:  Calmella) é uma comuna francesa na região administrativa da Occitânia, no departamento dos Pirenéus Orientais. Estende-se por uma área de 13.22 km², e possui 59 habitantes, segundo o censo de 2018, com uma densidade de 4.5 hab/km².